# Solna Chiefs
Die Solna Chiefs sind ein American-Football-Team aus der schwedischen Gemeinde Solna.

## Geschichte
Gegründet wurde die Chiefs 1991, ab 1992 nahmen sie am Spielbetrieb teil. Vor der Saison 1994 vereinigten sie sich mit den Stockholm City Wildcats und übernahmen deren Platz in der Superserien, wo sie im Folgejahr ihren größten Erfolg in der Vereinsgeschichte feierten. Mit dem dritten Platz in der regulären Saison 1995 erreichte man die Play-offs und siegte im Finale, im Stockholmer Olympiastadion, gegen die Titelverteidiger Limhamn Griffins mit 22:0, nachdem man in der Saison noch mit 7:28 den Kürzeren gezogen hatte. Im selben Jahr erreichten auch die U-16-Junioren der Chiefs das schwedische Finale, verloren aber gegen die Junioren der Kristianstad C4 Lions mit 0:66. Nach diesem Triumph kam es zu einem schnellen Niedergang des Teams, 2006 gewannen die Chiefs nur eine Partie und zogen sich aus der Superserien zurück um einen Neuaufbau und Generationenwechsel zu vollziehen. Dieser gelang und das Team spielte sich wieder nach oben, nach der Meisterschaft 2001 in der Division I Östra verloren sie zwar das Aufstiegsspiel gegen Limhamn, konnte 2002 aber trotzdem wieder an der Superserien teilnehmen. Dort spielten die Chiefs bis 2004, ehe sie sich zur Saison 2005 freiwillig in die Division I zurückzogen. 2005 gelang es den U-16-Junioren den schwedischen Meistertitel zu erringen, im Endspiel schlugen sie die Kristianstad Predators mit 38:12.
Nach der Saison 2005 gingen die Solna Chiefs im Senioren-, U-19- und U-17-Bereich eine Spielgemeinschaft mit den Täby Flyers ein, die unter dem Namen STU Northside Bulls spielt. In den jüngeren Spielklassen sind die Chiefs dagegen weiterhin eigenständig aktiv.